# Javier Blasco Pascual
Francisco Javier Blasco Pascual (Luesma, 18 de julio de 1954) es catedrático de Universidad e investigador español, experto en el Siglo de Oro y en Literatura española del Modernismo.

## Biografía
Nacido en Luesma (Zaragoza, España) el 18 de julio de 1954, se licenció en Filología Románica por la Universidad de Zaragoza (1977) y se doctoró en la Universidad de Salamanca (1981) con una tesis dirigida por Víctor García de la Concha sobre La poética de Juan Ramón Jiménez. Desde 1988 es catedrático de Literatura Española en la Universidad de Valladolid. Ha sido profesor invitado de la Université de Montreal, de la University of Cincinnati, y de la University of California at Davis.

## Trayectoria
Fundador en el año 2000 del grupo de investigación reconocido LTLESO (Literatura y Teoría de la literatura del Siglo de Oro) y miembro fundador de “Literatura Española y Humanidades digitales”, Unidad de Investigación Consolidada de Castilla y Léon. Director de la revista Castilla. Estudios de literatura desde 1989 a 2004 y actual director de Subverso. Su interés investigador ha repartido la atención entre la literatura del Siglo de Oro y la obra de Juan Ramón Jiménez y su contexto histórico-literario, con tres líneas metodológicas que han centrado su trabajo (la ecdótica, la Crítica genética y la estilometría ) a través de múltiples proyectos de investigación en convocatorias públicas competitivas y con más de 150 publicaciones.
Secretario del Diccionario de literatura española e hispanoamericana (1993) bajo la dirección de Ricardo Gullón. Editor Coordinador, junto a Francisco Silvera, de los 48 volúmenes de las Obras de Juan Ramón Jiménez (2006-2013). Ha impartido cursos especializados y de doctorado y máster en instituciones académicas como el Graduate Center de la City University of New York, el Instituto Cervantes de Nueva York, o la Università degli studi di Ferrara. Ostenta la dirección de la Cátedra «Jorge Guillén» en la Fundación del mismo nombre y dirige las publicaciones de dicha Cátedra. Forma parte de Comités Científicos y de Honor de varias revistas.